# Мадонна в церкви
«Мадонна в церкви» — картина Яна ван Эйка, написанная около 1438—1440 годов.
На картине изображена Дева Мария, идущая с младенцем Христом на руках под сводами готического собора. Стиль картины очень близок византийской элеусе XIII века, на что указывает поза, монументальность и неестественно большой размер Богоматери по сравнению с интерьером собора, залитым тёплым светом, который символизирует непорочность Марии и незримое присутствие Бога.
Большинство искусствоведов считают картину левой створкой диптиха, правая часть которого представляла донаторский портрет. Известны две копии «Мадонны в церкви», выполненные неизвестным художником, условно называемым Мастер 1499, и Яном Госсартом в виде диптихов с абсолютно различными правыми створками: на одной коленопреклонённый донатор возносит молитву внутри помещения, на другой — под открытым небом в компании со Святым Антонием. Значительные изменения композиции ван Эйка у обоих художников, вероятно, обусловлены следованием изобразительной традиции своего времени, однако обе копии признаны «духовным и эстетическим разрушением изначальной концепции».
«Мадонна в церкви» впервые описана в 1851 году. Её датировка и атрибуция долгое время оставались предметом дискуссий в учёной среде. Прежде картина считалась ранней работой Яна ван Эйка либо приписывалась его брату Губерту ван Эйку, ныне же её уверенно относят к позднему периоду творчества Яна ван Эйка на основании техники живописи, применявшейся им в работах середины 30-х годов XV века и позже. В 1874 году картину приобрела Берлинская картинная галерея. В 1877 году она была украдена и вскоре найдена, но без оригинальной резной рамы, утраченной навсегда. Ныне «Мадонна в церкви» общепризнанно считается одним из самых значительных шедевров ван Эйка. По мнению Милларда Мисса, её «величественная нежность освещения остаётся непревзойдённой в западной живописи».

## История

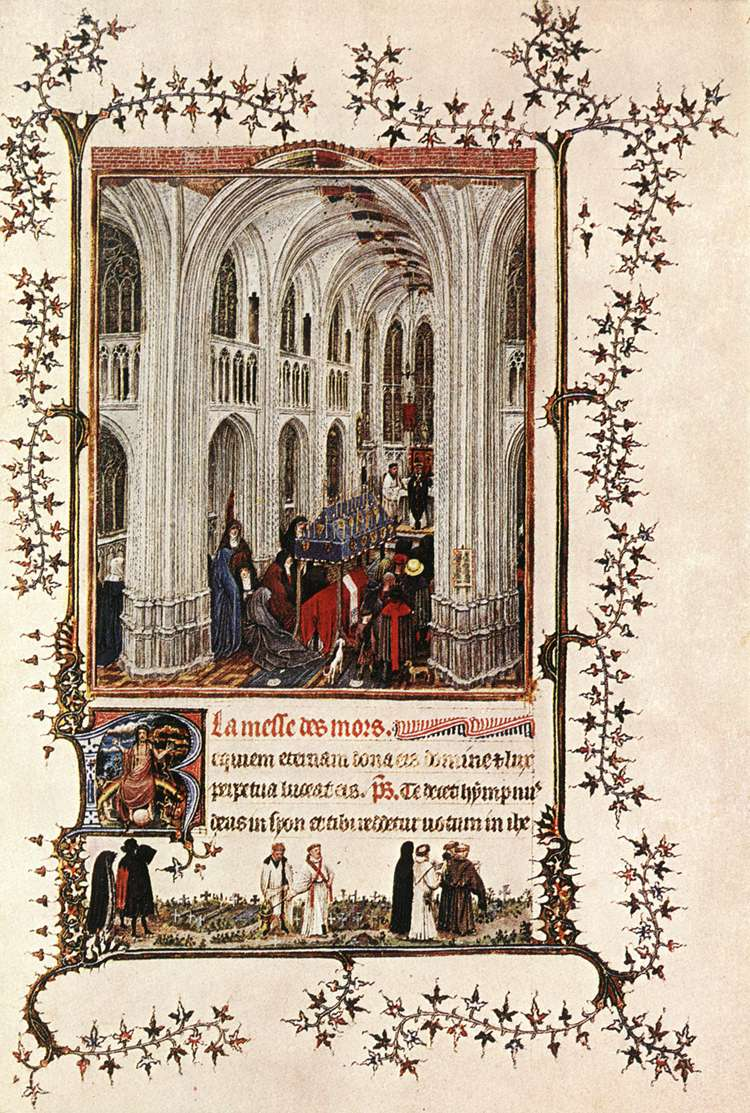
Месса мертвецов из Турино-Миланского часослова, интерьер на которой имеет заметное сходство с интерьером «Мадонны в церкви»

История картины имеет значительные лакуны. Возможно, первоначальным заказчиком и владельцем картины был покровитель ван Эйка Филипп III Добрый, так как она упоминается в описи имущества его правнучки Маргариты Австрийской, унаследовавшей большую часть коллекции прадеда. C начала XVI века и вплоть до 1851 года не сохранилось практически никаких документальных записей о картине, а инцидент с похищением в 1877 году породил сомнения в подлинности возвращённой доски. В 1851 году Леон Делаборд описал алтарную картину в одной из деревень близ Нанта, как «Мадонну в церкви, держащую младенца Христа в правой руке, написанную на доске, в очень хорошем состоянии и в оригинальной раме». Вероятно, именно эта картина оказалась в собственности аахенского коллекционера Бартхольда Зюрмондта в 1860-е годы, чью коллекцию из 219 картин приобрела Берлинская картинная галерея в 1874 году.
История атрибуции и датировки картины даёт наглядное представление о развитии исследования ранней нидерландской живописи в XIX—XX веках. Первоначально считалось, что это ранняя работа Яна ван Эйка примерно 1410 года. В каталоге Берлинской картинной галереи 1875 года картина приписана Губерту ван Эйку вместе со страницами Турино-Миланского часослова, принадлежащими «Руке G», что в 1911 году подтвердил бельгийский искусствовед Юлен де Лоо. В каталоге 1912 года автором «Мадонны в церкви» был указан уже Ян ван Эйк. В начале XX века австрийский искусствовед Людвиг фон Бальдас отнёс её к периоду 1423—1429 годов, и долгое время она считалась написанной в начале 1430-х. Первое серьёзное исследование картины провёл Эрвин Панофский, датировавший её 1432—1434 годами, однако дальнейшие изыскания Мейера Шапиро вынудили его перенести дату на конец 30-х годов. Сравнительный анализ со «Святой Варварой» ван Эйка, проведённый в 1970-х годах, датировал «Мадонну» примерно 1437 годом. Австрийский искусствовед Отто Пехт показал в 1990-х годах, что картина вероятнее всего относится к позднему периоду ван Эйка на основании сравнения интерьеров с «Портретом четы Арнольфини» 1434 года. Ныне большинство искусствоведов относят её к 1438—1440 годам, хотя остаются аргументы в пользу датировки 1424—1429 годами.

## Описание

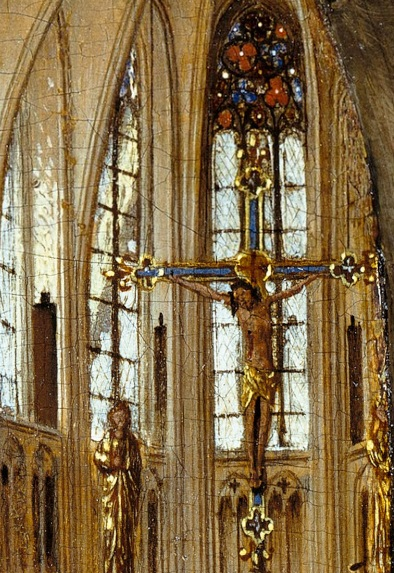
Витраж на дальнем плане картины

«Мадонна в церкви» представляет собой почти миниатюру, написанную на небольшой доске размером 31 × 14 см, типичной для молитвенных диптихов XV века, которые часто держали в руках, чтобы внимательно рассмотреть детали изображения. Мария в образе Царицы Небесной, в богато украшенной драгоценностями короне, несёт на руках прильнувшего к ней Христа. Тёмно-синяя мантия, символизирующая человеческую природу Марии, покрывает красное платье, на подоле которого золотом выткана надпись с различимыми фрагментами «SOL» и «LU», вероятно, от латинских слов «солнце» и «свет». По одной из версии она представляет собой цитату из Книги премудрости Соломона (Прем. 7:29): EST ENIM HAEC SPECIOSIOR SOLE ET SUPER OMNEM STELLARUM DISPOSITIONEM. LUCI CONPARATA INVENITUR PRIOR (Она прекраснее солнца и превосходнее сонма звезд; в сравнении со светом она выше; ибо свет сменяется ночью, а премудрости не превозмогает злоба), найденную на одной из других Мадонн ван Эйка. Резные деревянные узоры на арке в дальней части нефа, увенчанной сценой распятия Христа, изображают Благовещение и Коронование Марии. В нише под левой аркой меж двух свечей видна деревянная фигурка Марии с Христом в той же позе, что и идущая по собору. По мнению Эрвина Панофского, она была необходима для восприятия персонажей как оживших скульптур. В проёме арки виден алтарь с двумя ангелами, вероятно, поющими рождественский гимн Dies est laetitiae, цитата из которого была начертана на утраченной раме, согласно описи 1851 года. Подобные надписи предназначались для молитвенного чтения и иногда занимали целые створки, как например на триптихе «Дева и дитя» из Лондонской национальной галереи.
Тени на внешней стороне собора, видимые во входном проёме слева, изображены с необычной для первой половины XV века реалистичностью и, вероятно, написаны с натуры. Подобные элементы светотени, требующие детального изучения свойств и поведения солнечного света, появляются в живописи гораздо позже. Панофский отмечает, что поскольку алтарь расположен в восточной части собора, солнечный свет не может падать слева, из окон северной стороны; следовательно, его источник имеет иную природу и, возможно, указывает на близкое присутствие Бога за стенами собора.

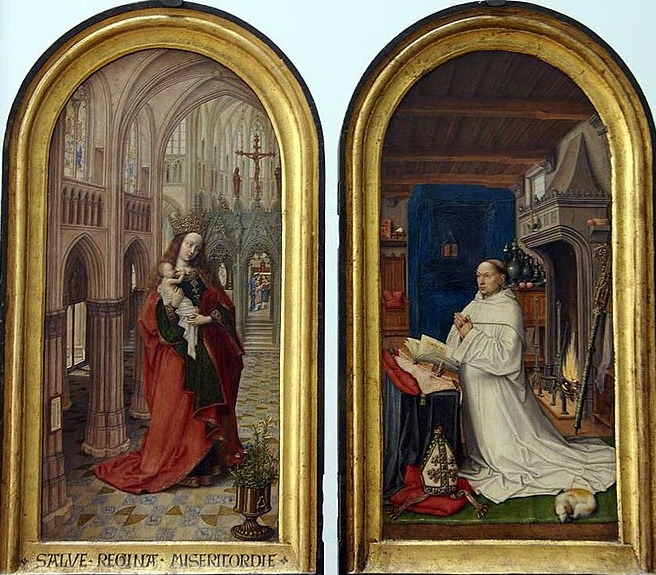
Мастер 1499, Мадонна и дитя с Портретом аббата Кристиана де Хондта. Королевский музей изящных искусств (Антверпен)

Ян ван Эйк первым из северных живописцев стал уделять большое внимание архитектурным элементам. В его ранних работах часто появляются церкви и соборы в романском стиле с ветхозаветным контекстом, например, представляя собой Иерусалимский храм, однако на данной картине стиль собора явно готический, что вкупе с позой Мадонны и её несоразмерностью с интерьером указывает на влияние византийской традиции и интернациональной готики. Предпринимались попытки связать интерьер с конкретным зданием, однако ван Эйк скорее всего изобразил идеализированное архитектурное пространство, тем более что некоторые элементы, например, скруглённый трифорий над остроконечными порталами, маловероятны в соборах того времени. Пахт предположил, что в интерьере скрыта оптическая иллюзия, так как фигура Мадонны закрывает собой переход между передним и задним планом, не позволяя взгляду зрителя уловить несоответствие между ними.
Все оконные проёмы остеклены прозрачными стёклами, что нетипично для соборов тех времён. На единственном окне с видимой верхней частью в глубине собора изображён витраж с узором из красных и синих цветов, словно распустившихся над деревянной статуей распятого Христа. По мнению искусствоведа Джона Уорда этот витраж (что примечательно, отсутствующий в сохранившихся копиях картины) символизирует возрождающееся Древо Жизни из Книги Бытия. Идея могла быть позаимствована у Мазаччо, на картине «Распятие» которого изображён куст, вырастающий из креста над головой Иисуса.

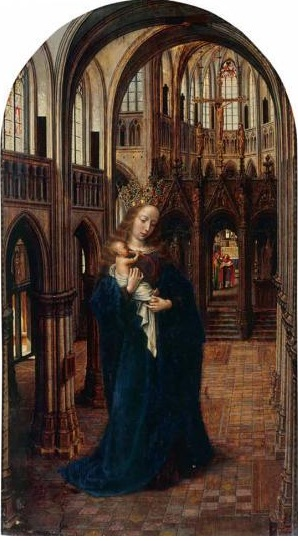
Ян Госсарт (?), Мадонна в церкви, ок. 1510—1515. Галерея Дориа-Памфили

Существует целый ряд указаний на то, что картина является левой створкой разобранного диптиха: на правом торце рамы сохранялись застёжки, предназначенные для вдевания в петли его второй половины; Мария слегка смещена вправо от центра; лёгкий разворот интерьера, схожий с левой створкой Алтаря Мероде Робера Кампена указывает на его необходимое продолжение справа; фигура и взгляд Мадонны направлены на какой-то объект за краем картины, при том, что смотрящая на донатора святая — общая черта нидерландских диптихов и триптихов того времени.

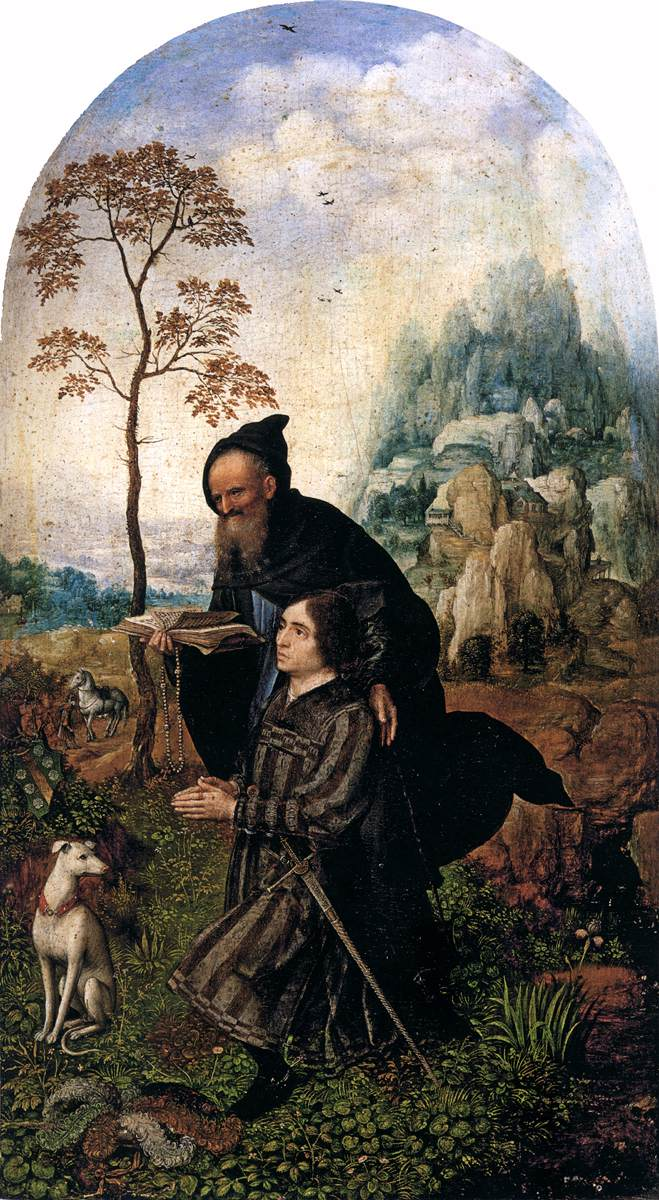
Святой Антоний с донатором, ок. 1513. Галерея Дориа-Памфили

Две сохранившиеся копии «Мадонны в церкви», обычно приписываемые Яну Госсарту и гентскому Мастеру 1499, сделаны более полувека спустя с оригинала, хранившегося в то время в коллекции Маргариты Австрийской, правнучки Филиппа III Доброго, и представляют собой диптихи с донаторскими портретами на правой створке, разительно отличающиеся содержанием. В версии Мастера 1499 изображён цистерцианский аббат Кристиан де Хондт в своих роскошных апартаментах, у Госсарта — молящийся донатор Антонио Сицилиано на естественном фоне, поддерживаемый Святым Антонием. Имеет ли какая-то из версий отношение к изначальному диптиху ван Эйка — неизвестно.
«Мадонна в церкви» Мастера 1499 является вольной переработкой оригинала, утратившей баланс и цельность его композиции. Доска Госсарта представляет бо́льший интерес, хотя внесённые им изменения ещё более значительны — добавленная справа секция смещает баланс центра картины, одеяние Мадонны становится тёмно-синим, полностью меняются черты её лица. В обеих копиях исчезают яркие световые пятна на полу, лишая картину мистического обаяния — вероятно, художникам не удалось уловить их важного значения для картины. Однако в основных аспектах Госсарт постарался как можно точнее передать атмосферу оригинала, что свидетельствует о его высоком уважении к гению ван Эйка.

## Иконография

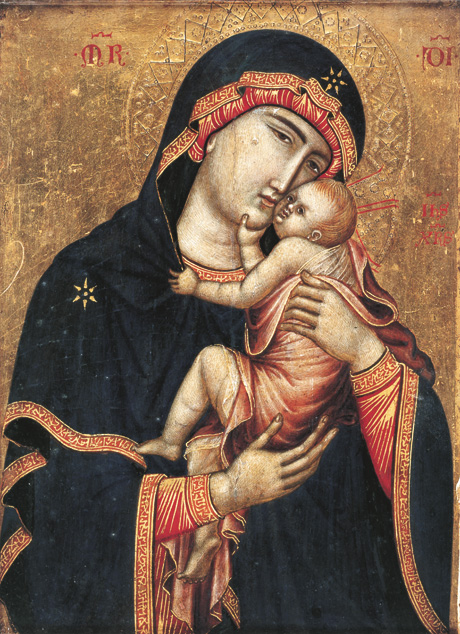
Камбрейская Мадонна, неизвестный автор, ок. 1340. Копия элеусы итало-византийского типа из собора Камбре.

В общем смысле картина представляет собой явление Девы Марии коленопреклонённому молящемуся донатору, изображённому на утраченной правой створке — тема, распространённая в северной живописи XV века, другим известным примером которой является «Мадонна каноника ван дер Пале».
Бернард Клервоский писал в XII веке: «Подобно тому, как блеск солнца беспрепятственно проникает сквозь оконное стекло, так и Слово Божие проникло в Девственное чрево, чтобы затем явиться из него». Свет, символизирующий непорочное зачатие и рождение Иисуса Христа, стал распространённым средством выражения тайны Боговоплощения в северной живописи XV века. Ван Эйк одним из первых начал разрабатывать световую насыщенность изобразительного пространства, используя световые эффекты и градации светотени. Мотив Божественного проявляется у него в освещении лица, волос, мантии Марии, в блеске драгоценных камней её короны, в зажжённых свечах у статуэтки Девы, в пятнах света на плиточном полу — везде ван Эйк подчёркивает изменение цвета объекта в зависимости от источника и интенсивности освещения.
На колонне позади Мадонны видна табличка с текстом для молитвенного чтения, являющаяся отличительной чертой паломнических церквей. Фрагмент такого текста — гимна, начертанного на утраченной раме — заканчивался словом ETCET (и так далее), предписывая молящемуся прочитать весь гимн целиком. Таким образом Дева Мария может интерпретироваться как ожившая статуя из ниши на заднем плане, являющаяся в знак высшей награды за благочестие и как венец паломничества. На обеих копиях картины табличка сохранена, причём на одной из них приближена к зрителю.
«Мадонна в церкви» вместе с «Мадонной у фонтана» считаются последними работами ван Эйка, умершего примерно в 1441 году. В одеянии стоящих Мадонн преобладает синий цвет, обе прижимают к себе младенца Христа в стиле византийской элеусы, тогда как ранее Мадонны ван Эйка обычно сидели, одетые в красное. Византийская живопись оказала значительное влияние на итальянских художников Раннего Возрождения, с работами которых ван Эйк мог познакомиться во время своего путешествия в Италию в 1426 или 1428 году. Византийское влияние также прослеживается в дипломатических усилиях Филиппа III Доброго к сближению с греческой православной церковью. Кисти ван Эйка принадлежит портрет кардинала Никколо Альбергати, принимавшего в них активное участие.
Монументальность и увеличенный размер Мадонны, подчёркивающий её идентификацию с самим собором, восходят к итало-византийской традиции, примером которой является «Мадонна Оньисанти» Джотто (ок. 1310). В XIX веке искажение масштаба Мадонны, встречающееся на других картинах ван Эйка, например в «Благовещении», считали ошибкой незрелого художника, что давало основания относить картину к его раннему периоду, однако в 1941 году Э. Панофский предположил, что размер Мадонны символизирует воплощение в Ней самой Церкви, то есть картину следует понимать не как «Мадонна в церкви», а как метафору «Мадонна есть Церковь». В отличие от предыдущих работ, как например «Мадонна канцлера Ролена», ван Эйк сжимает масштаб интерьера, чтобы подчеркнуть величие Мадонны и приблизить её к донатору. Намеренное построение такой композиции ныне является общепризнанным.
Э. Панофский также считал, что живописцы эпохи итальянского и Северного Возрождения работали как архитекторы и они нашли способ превратить «перспективу из математической точки зрения в математический метод рисования». В качестве подтверждения своей концепции Панофский на основании геометрического анализа картины «Мадонна в церкви» «вывел план» здания, и он совпал с планом собора в Льеже, однако художник «не колеблясь осветил базилику с северной стороны», что не соответствует действительности, «поскольку собор в Льеже был ориентирован, как обычно, с запада на восток» (здание не сохранилось). В этом важном обстоятельстве, по мнению исследователя, проявился «скрытый символизм изобразительного пространства».